# Coimères
Coimères (Coimèras en gascon) est une commune du Sud-Ouest de la France, située dans le département de la Gironde en région Nouvelle-Aquitaine.
Ses habitants sont appelés les Coimériens.

## Géographie

### Localisation
Commune du Sud de la Gironde située au centre du triangle Langon-Bazas-Auros, sur le tracé de l'autoroute A65. Le point culminant est à 124 mètres au lieu-dit Chaloupin et le point le plus bas est à 40 mètres à la formation du Grusson : au confluent du ruisseau de Coimères (issu de La Hountique et Bartouquet) et du ruisseau du Tin.
Elle se trouve à 52 km au sud-est de Bordeaux, chef-lieu du département, à 8,5 km au sud de Langon, chef-lieu d'arrondissement, et à 8 km à l'ouest d'Auros, ancien chef-lieu de canton.

### Communes limitrophes
Les communes limitrophes sont Saint-Pierre-de-Mons au nord, Auros au nord-est, Brouqueyran au sud-est, Cazats au sud, Mazères à l'ouest et Langon au nord-ouest.
| Langon  | Saint-Pierre-de-Mons | Auros       |
| Mazères | Coimères             |             |
|         | Cazats               | Brouqueyran |

### Climat
Pour des articles plus généraux, voir Climat de la Nouvelle-Aquitaine et Climat de la Gironde.
Historiquement, la commune est exposée à un climat océanique aquitain.  
En 2020, Météo-France publie une typologie des climats de la France métropolitaine dans laquelle la commune est exposée à un climat océanique et est dans la région climatique  Aquitaine, Gascogne, caractérisée par une pluviométrie abondante au printemps, modérée en automne, un faible ensoleillement au printemps, un été chaud (19,5 °C), des vents faibles, des brouillards fréquents en automne et en hiver et des orages fréquents en été (15 à 20 jours).
Pour la période 1971-2000, la température annuelle moyenne est de 12,9 °C, avec une amplitude thermique annuelle de 14,8 °C. Le cumul annuel moyen de précipitations est de 824 mm, avec 11,7 jours de précipitations en janvier et 6,6 jours en juillet. Pour la période 1991-2020, la température moyenne annuelle observée sur la station météorologique la plus proche, située sur la commune de Cazats à 3 km à vol d'oiseau, est de 13,7 °C et le cumul annuel moyen de précipitations est de 825,5 mm,. Pour l'avenir, les paramètres climatiques de la commune estimés pour 2050 selon différents scénarios d’émission de gaz à effet de serre sont consultables sur un site dédié publié par Météo-France en novembre 2022.

## Urbanisme

### Typologie
Au 1er janvier 2024, Coimères est catégorisée commune rurale à habitat dispersé, selon la nouvelle grille communale de densité à sept niveaux définie par l'Insee en 2022.
Elle est située hors unité urbaine. Par ailleurs la commune fait partie de l'aire d'attraction de Bordeaux, dont elle est une commune de la couronne,. Cette aire, qui regroupe 275 communes, est catégorisée dans les aires de 700 000 habitants ou plus (hors Paris),.

### Occupation des sols

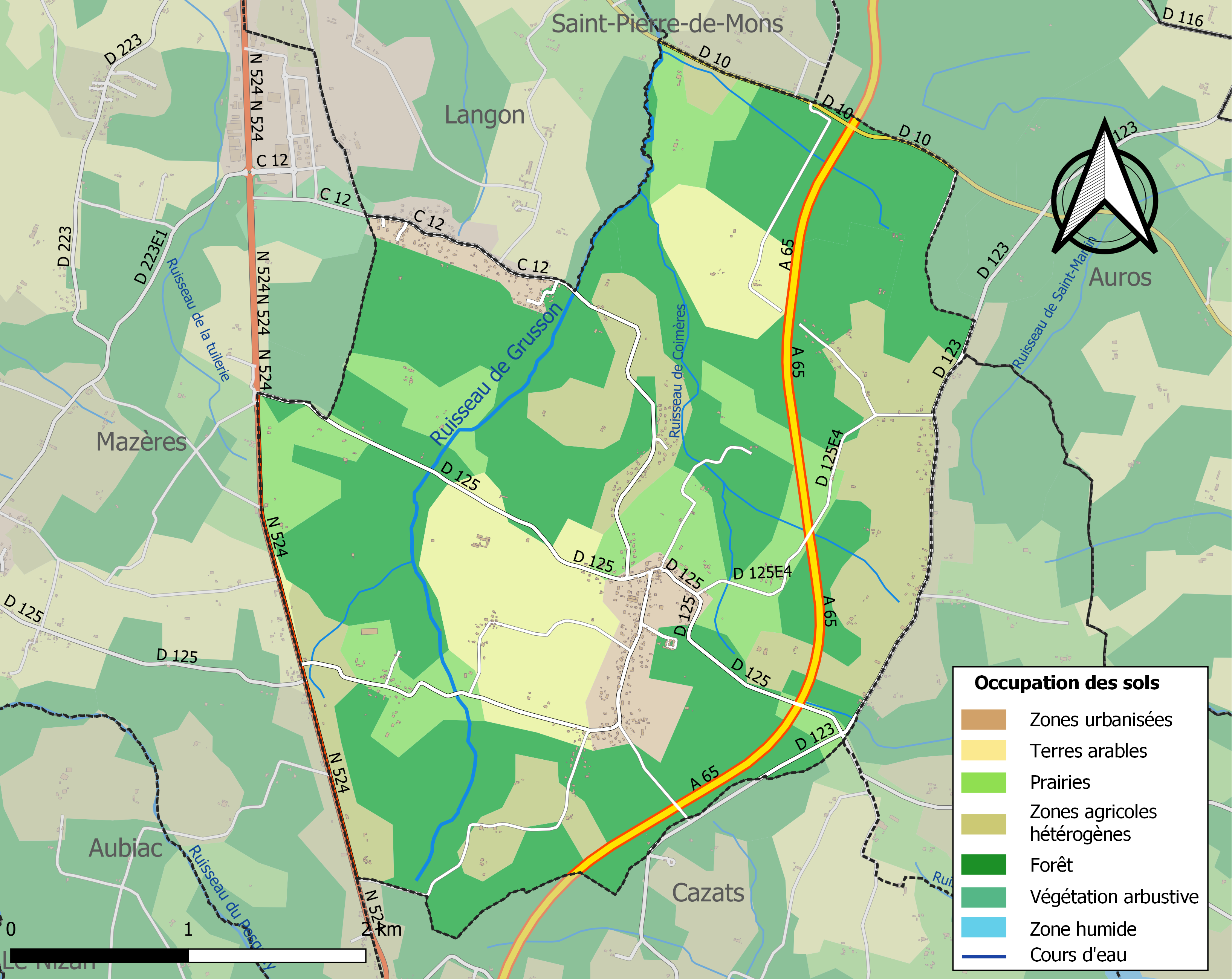
Carte des infrastructures et de l'occupation des sols de la commune en 2018 (CLC).

L'occupation des sols de la commune, telle qu'elle ressort de la base de données européenne d’occupation biophysique des sols Corine Land Cover (CLC), est marquée par l'importance des forêts et milieux semi-naturels (51,6 % en 2018), en augmentation par rapport à 1990 (49,4 %). La répartition détaillée en 2018 est la suivante : 
forêts (51,6 %), zones agricoles hétérogènes (17,1 %), prairies (14,8 %), cultures permanentes (8,5 %), zones urbanisées (4,5 %), terres arables (3,5 %). L'évolution de l’occupation des sols de la commune et de ses infrastructures peut être observée sur les différentes représentations cartographiques du territoire : la carte de Cassini (XVIIIe siècle), la carte d'état-major (1820-1866) et les cartes ou photos aériennes de l'IGN pour la période actuelle (1950 à aujourd'hui).

### Voies de communication et transports
Le territoire communal est bordé sur sa limite ouest par la route nationale 524 qui mène à Langon vers le nord et à Bazas vers le sud ; le bourg proprement dit est traversé par la route départementale D125 qui permet de rejoindre cette N524 vers l'ouest et Brouqueyran vers l'est.
L'accès à l'autoroute A62 (Bordeaux-Toulouse) le plus proche est celui de  03 Langon qui se situe à 8 km vers le nord.
L'accès  Bazas le plus proche à l'autoroute A65 (Langon-Pau) se situe à 8 km vers le sud-sud-ouest.
La gare SNCF la plus proche est celle de Langon sur la ligne Bordeaux - Sète du TER Nouvelle-Aquitaine et qui se trouve à 8,5 km vers le nord.

### Risques majeurs
Le territoire de la commune de Coimères est vulnérable à différents aléas naturels : météorologiques (tempête, orage, neige, grand froid, canicule ou sécheresse), inondations, feux de forêts et séisme (sismicité très faible). Un site publié par le BRGM permet d'évaluer simplement et rapidement les risques d'un bien localisé soit par son adresse soit par le numéro de sa parcelle.
La commune a été reconnue en état de catastrophe naturelle au titre des dommages causés par les inondations et coulées de boue survenues en 1982, 1997, 1999 et 2009,.
Coimères est exposée au risque de feu de forêt. Depuis le 20 avril 2016, les départements de la Gironde, des Landes et de Lot-et-Garonne disposent d’un règlement interdépartemental de protection de la forêt contre les incendies. Ce règlement vise à mieux prévenir les incendies de forêt, à faciliter les interventions des services et à limiter les conséquences, que ce soit par le débroussaillement, la limitation de l’apport du feu ou la réglementation des activités en forêt. Il définit en particulier cinq niveaux de vigilance croissants auxquels sont associés différentes mesures,.

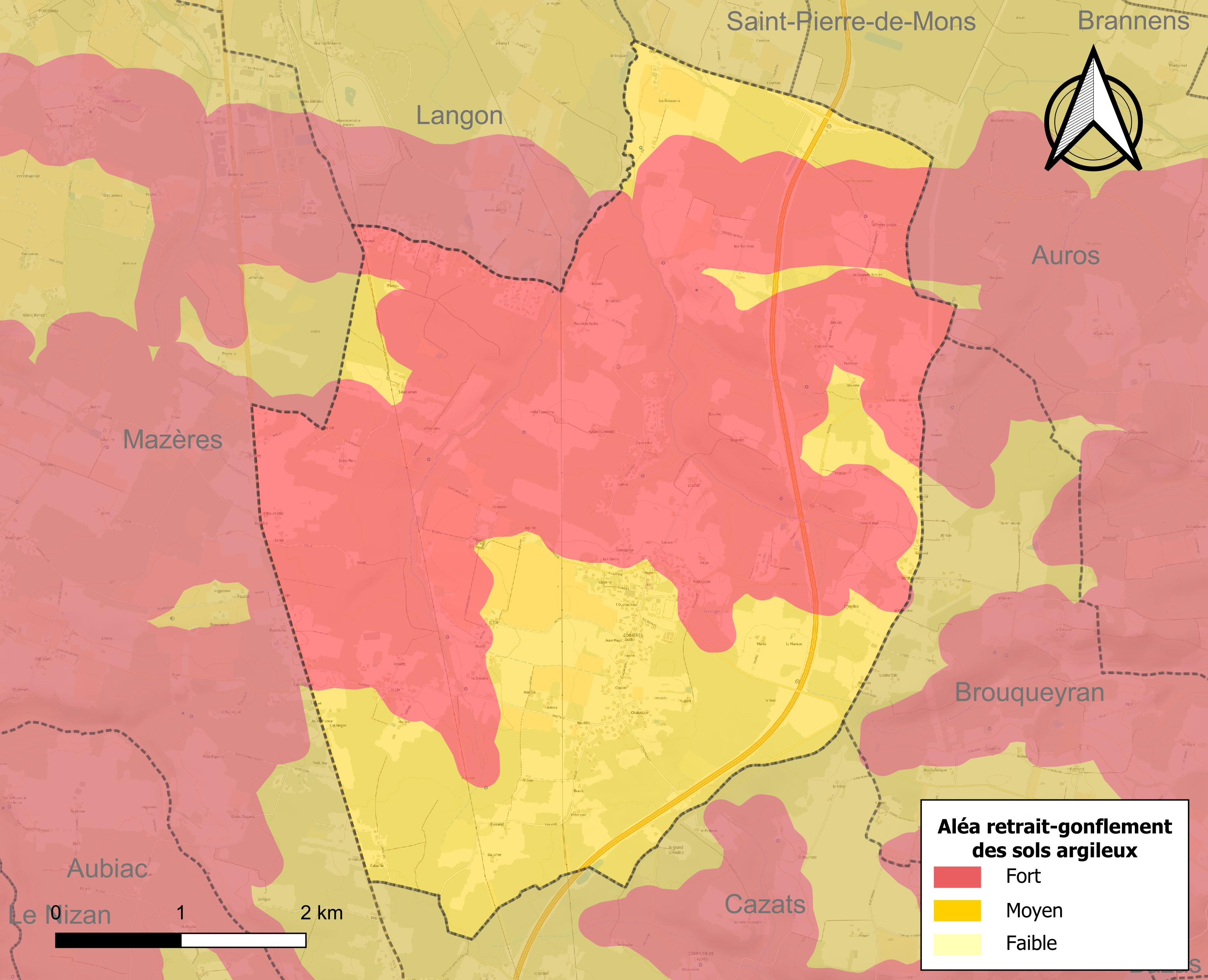
Carte des zones d'aléa retrait-gonflement des sols argileux de Coimères.

Le retrait-gonflement des sols argileux est susceptible d'engendrer des dommages importants aux bâtiments en cas d’alternance de périodes de sécheresse et de pluie. La totalité de la commune est en aléa moyen ou fort (67,4 % au niveau départemental et 48,5 % au niveau national). Sur les 434 bâtiments dénombrés sur la commune en 2019, 434 sont en aléa moyen ou fort, soit 100 %, à comparer aux 84 % au niveau départemental et 54 % au niveau national. Une cartographie de l'exposition du territoire national au retrait gonflement des sols argileux est disponible sur le site du BRGM,.
Par ailleurs, afin de mieux appréhender le risque d’affaissement de terrain, l'inventaire national des cavités souterraines permet de localiser celles situées sur la commune.
Concernant les mouvements de terrains, la commune a été reconnue en état de catastrophe naturelle au titre des dommages causés par la sécheresse en 2003, 2005, 2011 et 2017 et par des mouvements de terrain en 1999.

## Histoire
En 1651, pendant la Fronde, la Guyenne se soulève contre le pouvoir royal. Le marquis de Galapian poursuit les Langonnais réfugiés à Brouqueyran et Coymères et ravage l'antique château du Mirail et le castel de Latour appartenant à la vieille famille de Laroque.
À la Révolution, la paroisse Notre-Dame de Coimères forme la commune de Coimères.
- Première Guerre mondiale : Coimères perd quatorze jeunes à la guerre[25].
- Seconde Guerre mondiale : Coimères est poste frontière avant la ligne de démarcation[26].
- 1983 : un jeune casque bleu volontaire meurt dans l'attentat du Drakkar au Liban[27].

## Politique et administration

### Communauté de communes
Le 1er janvier 2014, la communauté de communes du Pays de Langon ayant été supprimée, la commune de Coimères s'est retrouvée intégrée à la communauté de communes du Sud Gironde siégeant à Mazères.

## Démographie
L'évolution du nombre d'habitants est connue à travers les recensements de la population effectués dans la commune depuis 1793. Pour les communes de moins de 10 000 habitants, une enquête de recensement portant sur toute la population est réalisée tous les cinq ans, les populations de référence des années intermédiaires étant quant à elles estimées par interpolation ou extrapolation. Pour la commune, le premier recensement exhaustif entrant dans le cadre du nouveau dispositif a été réalisé en 2004.

En 2022, la commune comptait 1 077 habitants, en évolution de +4,26 % par rapport à 2016 (Gironde : +6,91 %, France hors Mayotte : +2,11 %).
| 1793 | 1800 | 1806 | 1821 | 1831 | 1836 | 1841 | 1846 | 1851 |
| ---- | ---- | ---- | ---- | ---- | ---- | ---- | ---- | ---- |
| 586  | 432  | 476  | 545  | 545  | 550  | 569  | 564  | 571  |

| 1856 | 1861 | 1866 | 1872 | 1876 | 1881 | 1886 | 1891 | 1896 |
| ---- | ---- | ---- | ---- | ---- | ---- | ---- | ---- | ---- |
| 600  | 548  | 562  | 565  | 576  | 558  | 553  | 525  | 522  |

| 1901 | 1906 | 1911 | 1921 | 1926 | 1931 | 1936 | 1946 | 1954 |
| ---- | ---- | ---- | ---- | ---- | ---- | ---- | ---- | ---- |
| 521  | 540  | 543  | 417  | 504  | 510  | 504  | 372  | 350  |

| 1962 | 1968 | 1975 | 1982 | 1990 | 1999 | 2004 | 2006 | 2009 |
| ---- | ---- | ---- | ---- | ---- | ---- | ---- | ---- | ---- |
| 381  | 369  | 356  | 388  | 583  | 657  | 638  | 658  | 856  |

| 2014 | 2019  | 2022  | - | - | - | - | - | - |
| ---- | ----- | ----- | - | - | - | - | - | - |
| 962  | 1 035 | 1 077 | - | - | - | - | - | - |

Avec 61 habitants au km², Coimères a une densité dix fois plus faible que Langon et deux fois plus faible que la densité moyenne de la France.

## Lieux et monuments
- La Moutasse ou la Mothe est un tumulus qui nous relie au passé dans sa dimension archéologique et mythologique. Situé à un km à l'est du bourg, au nord du château Laroque, c'est un tumulus ovale d'environ 70 mètres de long sur 30 de large doté à l'extrémité est d'une butte circulaire qui supportait une tour de guet en pierres. H. Ribadieu[23] et François Jouannet[32] racontent que les paysans coimériens s'armaient la nuit de pelles pour aller fouiller le sol à la recherche du trésor que les Anglais auraient enfoui lorsqu'ils quittèrent l'Aquitaine en 1453.
- L'église Notre-Dame, de style roman, date du XIIe siècle et possède un chœur tréflé et un portail remarquable classée monument historique en 1907[33].
- L'école construite en 1910[34].
- Le château Larroque
- Trois lavoirs sont présents sur le territoire communal, celui de la Hountique (fontaine petite), celui de Bartouquet et celui du Tin.

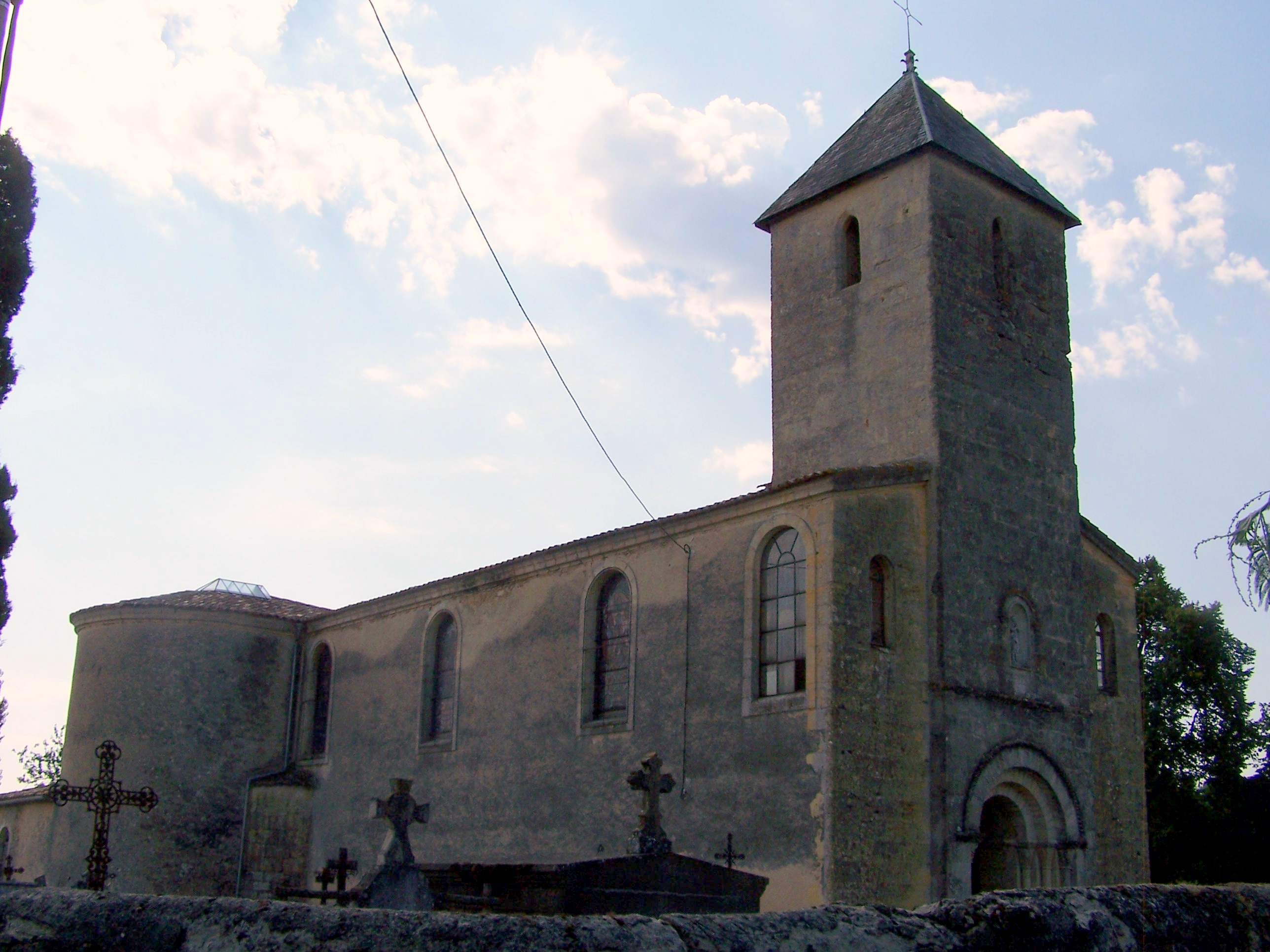
L'église de Coimères (août 2010)
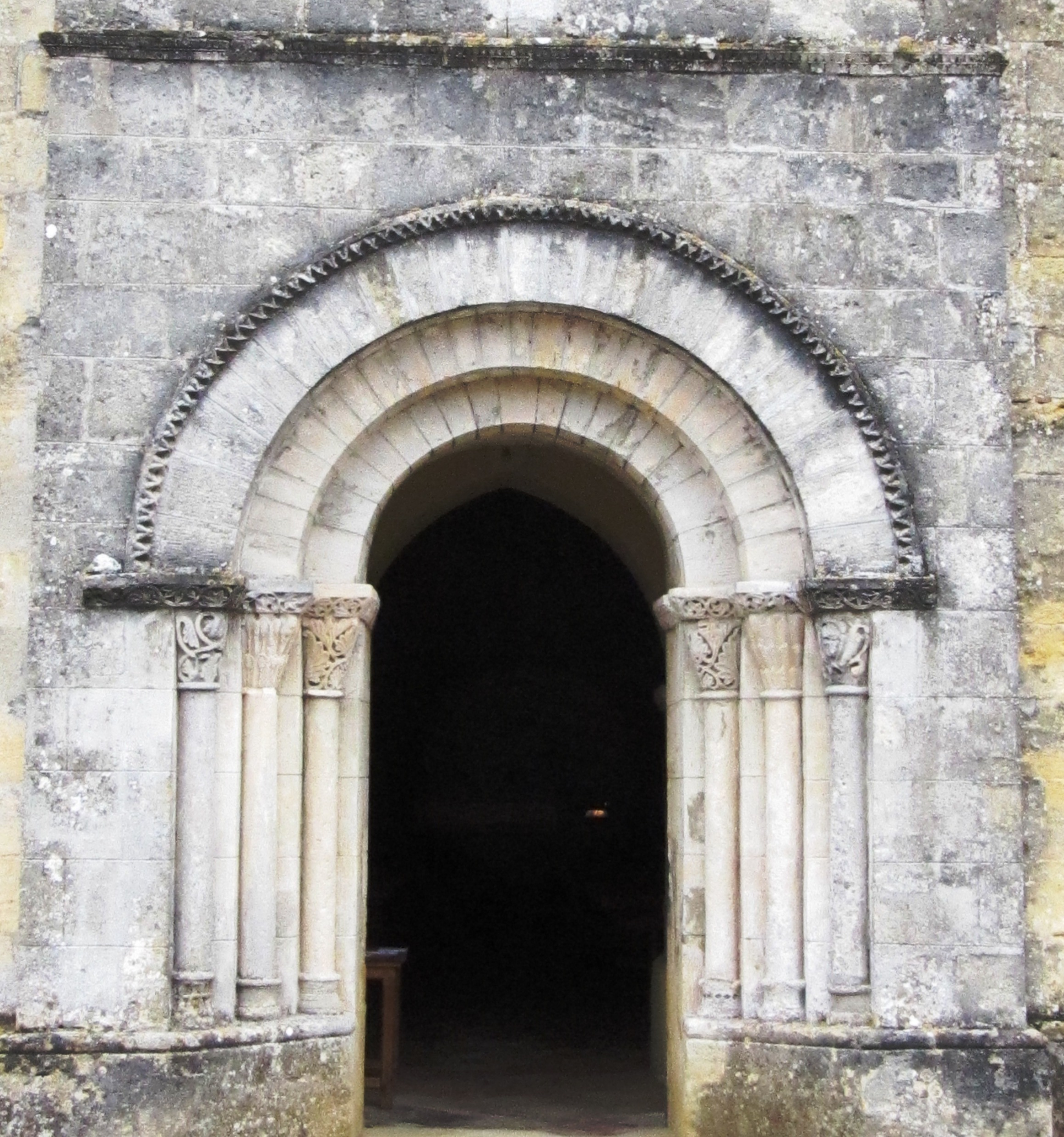
Le portail de l'église (déc. 2009)
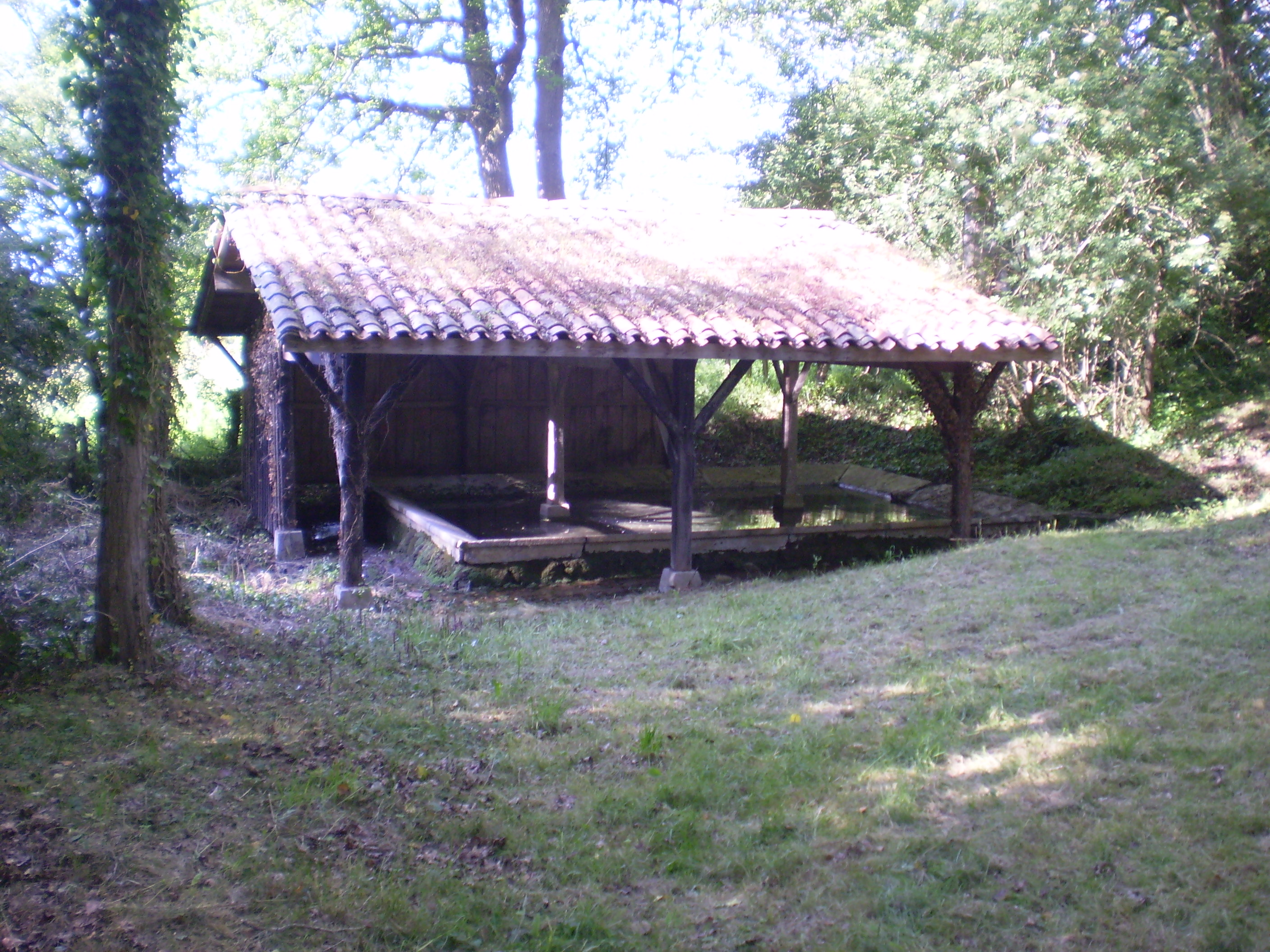
Le lavoir de la Hountique (juil. 2008)
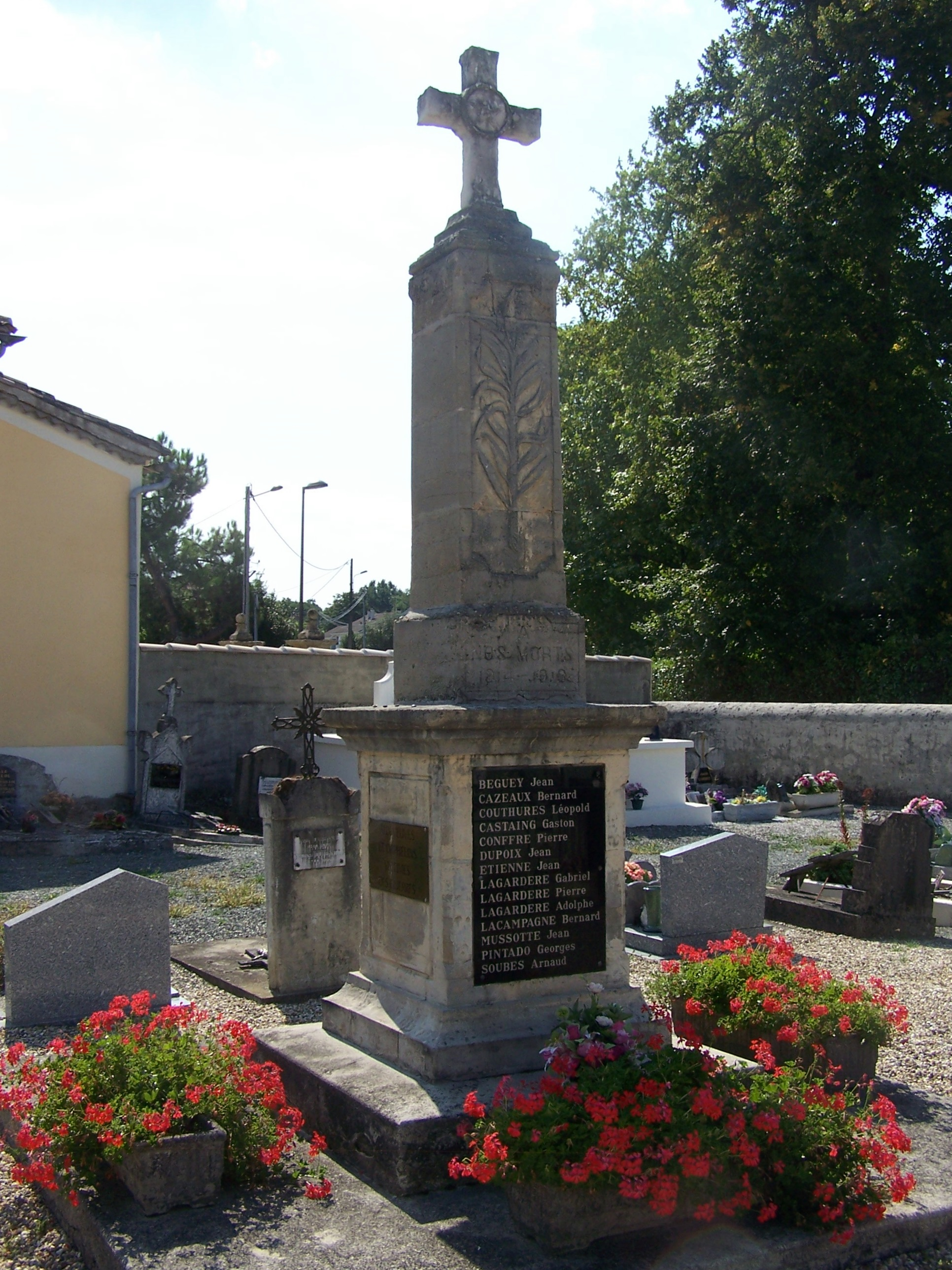
Le monument aux morts (août 2010)

## Personnalités liées à la commune
- Henry Ribadieu, journaliste royaliste légitimiste, né à Coimères le 30 septembre 1825 au château Laroque[35].